# Козача Лопань (пункт контролю)
50°20′11″ пн. ш. 36°10′43″ сх. д. / 50.33639° пн. ш. 36.17861° сх. д.
Коза́ча Ло́пань — пункт пропуску через державний кордон України на кордоні з Росією. Через пропускний пункт здійснюється тільки залізничний вид контролю.
Розташований у Харківській області, Дергачівський район, поблизу селища міського типу Козача Лопань, на автошляху місцевого значення. З російського боку розташований пункт пропуску «Долбіно», Бєлгородський район Бєлгородської області.
Вид пропуску — залізничний. Статус пункту пропуску — міжнародний.
Характер перевезень — пасажирський, вантажний.
Окрім радіологічного, митного та прикордонного контролю, залізничний пункт пропуску «Козача Лопань» може здійснювати санітарний, фітосанітарний, ветеринарний та екологічний види контролю.